# Lorenzo Piretto

Ärkebiskop Lorenzo Pirettos vapen.

Lorenzo Piretto O.P., född 15 december 1942 i Mazzè i Italien, är en italiensk katolsk dominikanpräst. Piretto prästvigdes 1966 i Chieri. Han är författare samt har varit ärkebiskop i Izmirs ärkestift i Turkiet.
Från 2004 till 2015 var han kyrkoherde i kyrkan Santi Pietro e Paolo i Istanbul.